# Prefettura di Mandiana
Mandiana è una prefettura della Guinea nella regione di Kankan, con capoluogo Mandiana.
La prefettura è divisa in 12 sottoprefetture:
- Balandougouba
- Dialakoro
- Faralako
- Kantoumania
- Kiniéran
- Koundian
- Koundianakoro
- Mandiana
- Morodou
- Niantania
- Saladou
- Sansando